# Mỹ Lộc, Can Lộc
Mỹ Lộc là một xã thuộc huyện Can Lộc, tỉnh Hà Tĩnh, Việt Nam.

## Địa lý
Xã Mỹ Lộc có diện tích 18,38 km², dân số năm 1999 là 6.947 người, mật độ dân số đạt 378 người/km².

## Hành chính
Xã Mỹ Lộc được chia thành 8 thôn: Đại Đồng, Đô Hành, Khe Tre, Nhật Tân, Sơn Thủy, Thái Xá 1, Thái Xá 2, Trại Tiểu.

## Lịch sử
Ngày 17 tháng 7 năm 2019, HĐND tỉnh Hà Tĩnh ban hành Nghị quyết số 157/NQ-HĐND về việc:
- Sáp nhập thôn Bắc Đô vào thôn Đô Hành.
- Thành lập thôn Thái Xá trên cơ sở thôn Thái Xá 1 và thôn Thái Xá 2.

## Du lịch
- Hồ Trại Tiểu